# Protozoeninfektion
Unter einer Protozoeninfektion, auch Protozoonose oder Protozoenkrankheit genannt, versteht man das aktive oder passive Eindringen von Protozoen (tierischen Einzellern) in einen Organismus, deren dortige Vermehrung und die darauf folgende Reaktion des Organismus in Form einer Erkrankung. Wenn mindestens eines der drei Merkmale fehlt, spricht man von einer Infestation. Zu den bekanntesten Protozoenkrankheiten gehören Malaria, Toxoplasmose, Schlafkrankheit, Kala-Azar und Chagas-Krankheit. Zu den Darmparasiten zählen etwa die Protozoen Balantidium coli (Verursacher der Balantidiass), Giardia intestinalis und Trichomonas intestinalis.

## Infektionswege
Manche Protozoen werden über verunreinigte Nahrung aufgenommen und befallen zunächst oder ausschließlich den Darm. Auch verseuchte Toiletten sind per Tröpfcheninfektion häufige Übertragungswege, insbesondere bei Trichomonas-Arten. Trichomonas vaginalis wird auch, aber nicht ausschließlich durch Geschlechtsverkehr übertragen und befällt Zellen in der Schleimhaut des Urogenitalbereichs und gelegentlich auch den Darm. Andere Protozoen werden in tropischen Ländern durch Insektenstich übertragen und befallen zunächst Zellen im Blut. Von dort aus können sie dann ihre verschiedenen anderen Zielorgane erreichen.
Zur allgemeinen Systematik möglicher Infektionswege siehe Infektion und Infektionsweg.

## Diagnose
Zur Diagnose weist man bei Toxoplasma gondii spezifische Antikörper nach. Damit lässt sich dann auch der Immunstatus des Patienten bestimmen. Die meisten Protozoen können aber einfach in einer Probe der betroffenen Körperflüssigkeit (Stuhl, Blut, Vaginalsekret) unter dem Mikroskop erkannt werden. Dazu macht man einen Ausstrich auf ein Glasplättchen und fügt eine geeignete Färbung hinzu (meist Giemsafärbung). Auf komplizierte und langwierige immunologische und molekulargenetische Nachweismethoden (ELISA, PCR) wie bei Virusinfektionen und vielen bakteriellen Infektionen kann man bei diesen relativ großen und teilweise beweglichen Lebewesen also meist verzichten.

## Gefährliche Protozoen
Toxoplasma gondii kann das ungeborene Kind schädigen, wenn die Erstinfektion während der Schwangerschaft erfolgt. Zur Diagnose wird der Immun-Titer bestimmt und notfalls mit Antiprotozoikum behandelt.
Tropische Protozoen können unbehandelt auf Dauer zu Organschäden führen.

## Prävention
Zur Prävention empfiehlt sich Hygiene bzw. die Abwehr der entsprechenden Insekten mittels Moskitonetzen, Moskitokerzen und Repellentien.

## Therapie
Zur Therapie eignet sich bei vielen Protozoen Metronidazol, deutlich wirksamer ist Tinidazol.
Bei Plasmodien (Malaria) richtet sich die Therapie nach der infizierenden Spezies. Während ehemals wirksame Medikamente wie Chloroquin aufgrund von Resistenzentwicklungen an Bedeutung verlieren, stellt heute eine Artemisinin-basierte Kombinationstherapie in den meisten Fällen die wirksamste Behandlungsform dar.

## Infektionen des Menschen durch Protozoen nach Übertragungsweg
Verunreinigte Nahrung:
- Kryptosporidien
- Giardia lamblia
- Balantidium coli
- Entamoeba histolytica
- Mikrosporidien
- Toxoplasma gondii
- Blastocystis

Insektenstich:
- Leishmanien
- Trypanosomen
- Plasmodien

Geschlechtsverkehr:
- Trichomonas vaginalis

## Infektionen der Haustiere durch Protozoen
- Kokzidiosen
- Toxoplasmose